# Sericoides obscura
Sericoides obscura är en skalbaggsart som beskrevs av Germain 1863. Sericoides obscura ingår i släktet Sericoides och familjen Melolonthidae. Inga underarter finns listade i Catalogue of Life.